# Arquéptolis
Arquéptolis (en griego antiguo: Ἀρχέπτολις), también Arquépolis, fue gobernador de Magnesia del Meandro en Jonia para el Imperio aqueménida hacia el 459 a. C. hasta posiblemente alrededor del 412 a. C.,  e hijo y sucesor del antiguo general ateniense Temístocles.

## Gobernador de Magnesia
Arquéptolis acuñó monedas de plata mientras gobernaba Magnesia, tal como lo había hecho su padre, y es probable que parte de sus ingresos fueran entregados a los aqueménidas a cambio del mantenimiento de su concesión territorial.
Se dice que Arqueptolis se casó con su media hermana Mnesiptolema (hija de Temístocles de su segunda esposa), estando permitidos los matrimonios homopátricos (pero no homométricos) en Atenas.
Temístocles y su hijo formaron lo que algunos autores han llamado «una dinastía griega en el Imperio persa».
Arquéptolis tuvo varias hermanas, llamadas Nicómaca, Asia, Italia, Síbaris y probablemente Helas, que se casó con el exiliado griego en Persia Góngilo y aún tenía un feudo en la Anatolia persa en 399/400 a. C. como viuda de este. También tuvo tres hermanos, Diocles, Polieucteo y Cleofanto, este último posiblemente gobernante de Lámpsaco.Uno de los descendientes de Cleofanto aún emitió un decreto en Lámpsaco hacia el año 200 a .C. mencionando una fiesta para su padre, también llamado Temístocles, que había beneficiado enormemente a la ciudad.
Más tarde, Pausanias escribió que los hijos de Temístocles «parece que regresaron a Atenas», y que dedicaron un cuadro de Temístocles en el Partenón y erigieron una estatua de bronce a Artemisa Leucofriene, la diosa de Magnesia, en la Acrópolis de Atenas:  «Sin duda, los hijos de Temístocles regresaron e colocaron en el Partenón un cuadro, en el que hay un retrato de Temístocles».
Es posible que regresaran de Asia Menor ancianos, después del año 412 a. C., cuando los aqueménidas volvieron a tomar el control firme de las ciudades griegas de Asia, y que fueran expulsados por el sátrapa aqueménida Tisafernes en algún momento entre el 412 y el 399 a. C.
A partir del año 414 a. C., Darío II había empezado a resentirse del creciente poder ateniense en el Egeo e hizo que Tisafernes entrara en alianza con Esparta contra Atenas, lo que en el año 412 a. C. condujo a la conquista persa de la mayor parte de Jonia.

## Monedas

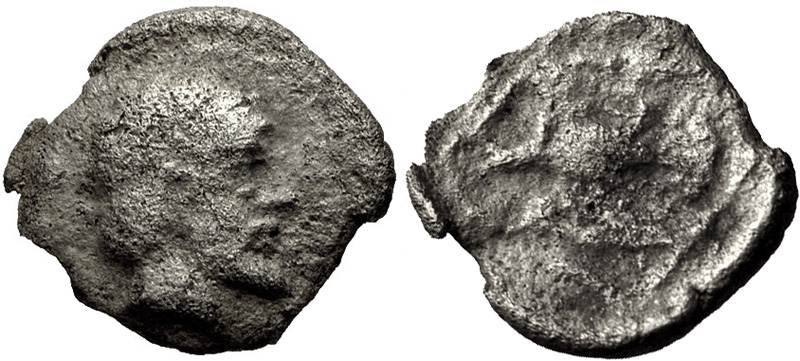
Moneda del gobernador de Magnesia Arquéptolis, hijo de Temístocles, hacia 459 a. C. Este tipo de moneda es similar a las emitidas por el propio Temístocles como gobernador de Magnesia. El diseño del anverso podría ser un retrato de Temístocles.
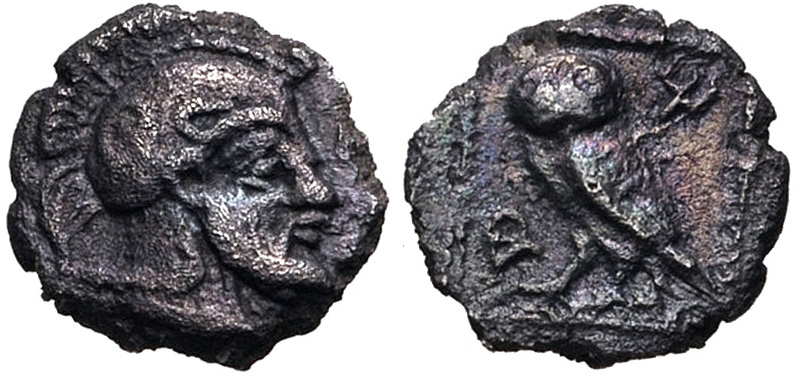
Moneda de Arquéptolis. Varón con casco y lechuza ateniense. Hacia 459 a. C.
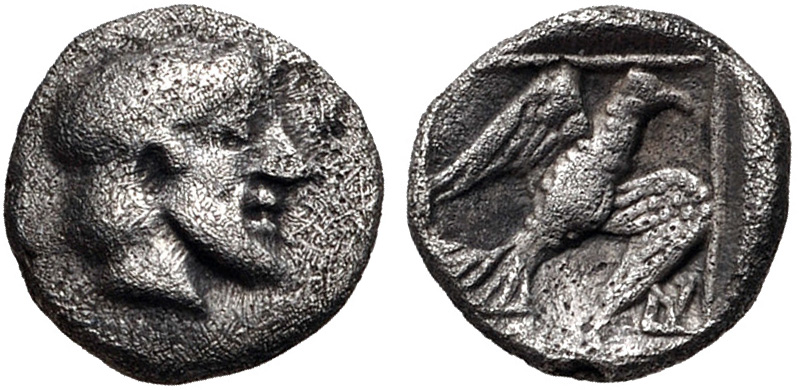
Moneda de Arquéptolis. Retrato (¿de Zeus?) y águila. Hacia 459 a. C.
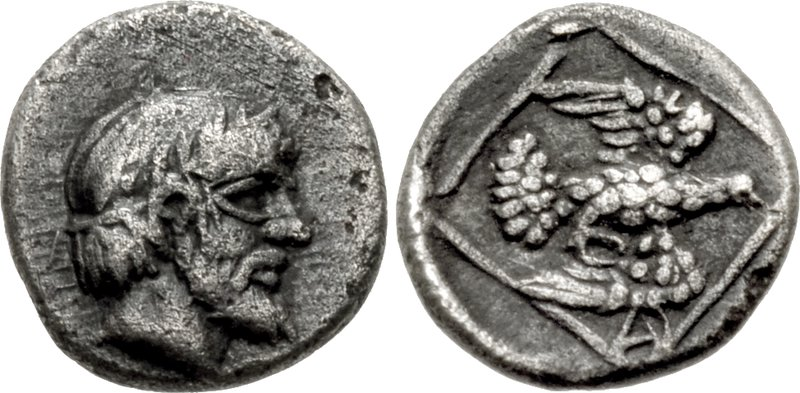
Moneda de Arquéptolis. Cabeza con diadema y águila. Hacia 459 a. C.
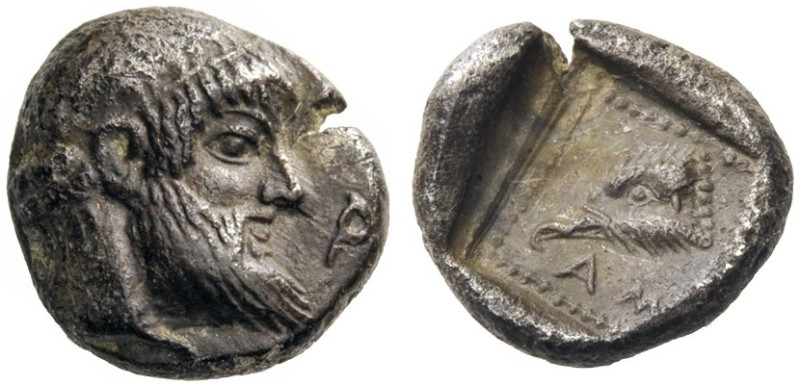
Moneda del gobernador de Magnesia Arquéptolis, hijo de Temístocles, hacia 459 a. C.
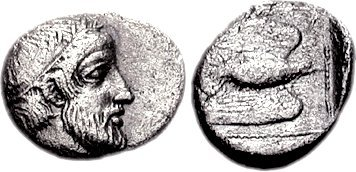
Moneda de Arquéptolis. Circa 459 a.C.